# NGC 3199
NGC 3199 est une nébuleuse en émission située dans la constellation de la Carène. NGC 3199 a été découverte par l'astronome écossais James Dunlop en 1826.
La nébuleuse contient l'étoile WR 18, qui est un type inhabituel d’étoile extrêmement chaude et massive de type Wolf-Rayet qui figure au catalogue Henry Draper sous la cote HD 89358. L'étoile HD 89358 génère des vents et des radiations stellaires d'une intensité incroyablement intenses qui pénètrent dans le matériau environnant en le balayant. Ceux-ci sont à l'origine de la morphologie déséquilibrée de NGC 3199 et sont aussi responsables de sa luminosité. Le croissant brillant de la nébuleuse est maintenant reconnu pour faire partie d'une bulle de gaz et de poussière beaucoup plus grande, mais dont l'intensité lumineuse est plus faible.

Cette image de l'ESO montre un cocon en forme de croissant de gaz et de poussière, une nébuleuse appelée NGC 3199.

En 2018, le satellite Gaia de l'Agence spatiale européenne a mesuré la parallaxe de l'étoile HD 89358. La valeur obtenue est égale à 0,2146 ± 0,0395 mas ce qui correspond à 1/0,000 214 6 kiloparsec = 4,6598 kpc avec une incertitude de 18,4%. La distance de WR 18 est donc égale à 15.2 kal ± 3,4 kal. Certaines sources rapportent cependant une valeur de 12 000 années-lumière, valeur sans doute basée sur d'anciennes mesures.

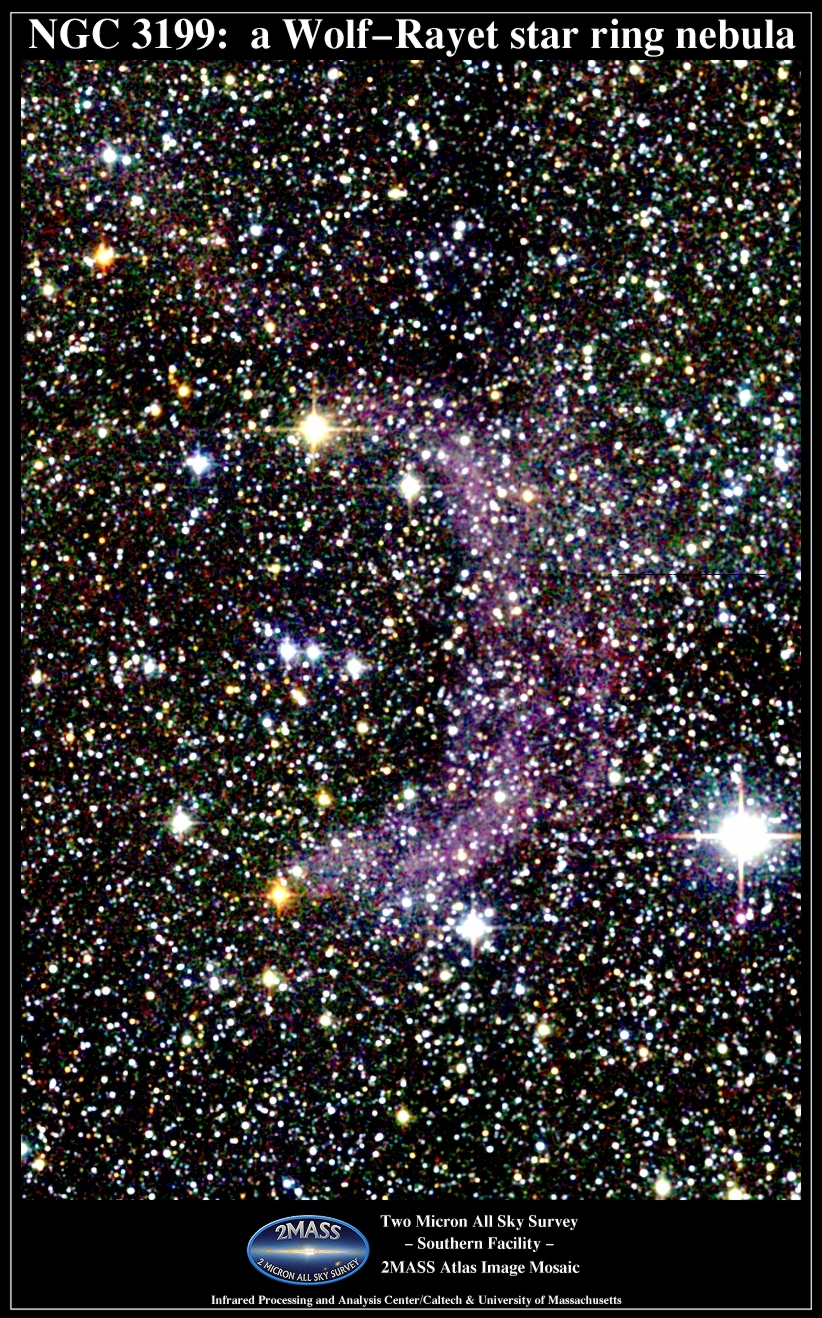
NGC 3199 dans le domaine de l'infrarouge, par l'étude 2MASS.

On a d'abord pensé que WR 18 était une étoile fugitive en raison de l'arc lumineux visible sur les images au sud-ouest de la nébuleuse, mais les données récentes obtenues par Gaia montrent que la vitesse de l'étoile est trop petite pour que ce soit le cas. La forme et les variations de la composition de la nébuleuse dépendent plutôt de la configuration initiale du milieu interstellaire et non du mouvement de l'étoile HR 18. D'ailleurs, une étude basée sur la composition chimique publiée au début des années 2000 arrivait à la même conclusion.